# Jean-Joseph Patu de Rosemont
Pour les articles homonymes, voir Patu de Rosemont, Patu et Rosemont.
Jean-Joseph Patu de Rosemont est un peintre français né en 1767 et mort le 11 juillet 1818 à  à Thorigny-sur-Marne (Seine-et-Marne). 
Il est connu par ses aquarelles représentant les paysages de La Réunion, où il vécut à compter de 1788. Certaines représentent le piton de la Fournaise, volcan actif dont il fut parmi les premiers explorateurs connus.

## Biographie
Le fils d'Antoine-Henry Patu des Hauts-Champs, écuyer, conseiller du roi et auditeur à la chambre des Comptes de Paris, Jean-Joseph Patu de Rosemont s'embarque vers l'âge de vingt ans comme officier auxiliaire dans la marine royale, mais son navire fait naufrage en 1788 près de l'île Bourbon. Il y épouse le 11 février 1790 Jeanne Tarsile Bregeault à Saint-Benoît, une métisse bourbonnaise. L'année suivante, il participe à une expédition menée par Alexis Bert au Piton de la Fournaise, le volcan actif de l'île. Il en explore le sommet le 29 juillet, ce qui lui vaut d'avoir laissé son nom à une formation naturelle de l'Enclos Fouqué connue sous le nom de chapelle de Rosemont.

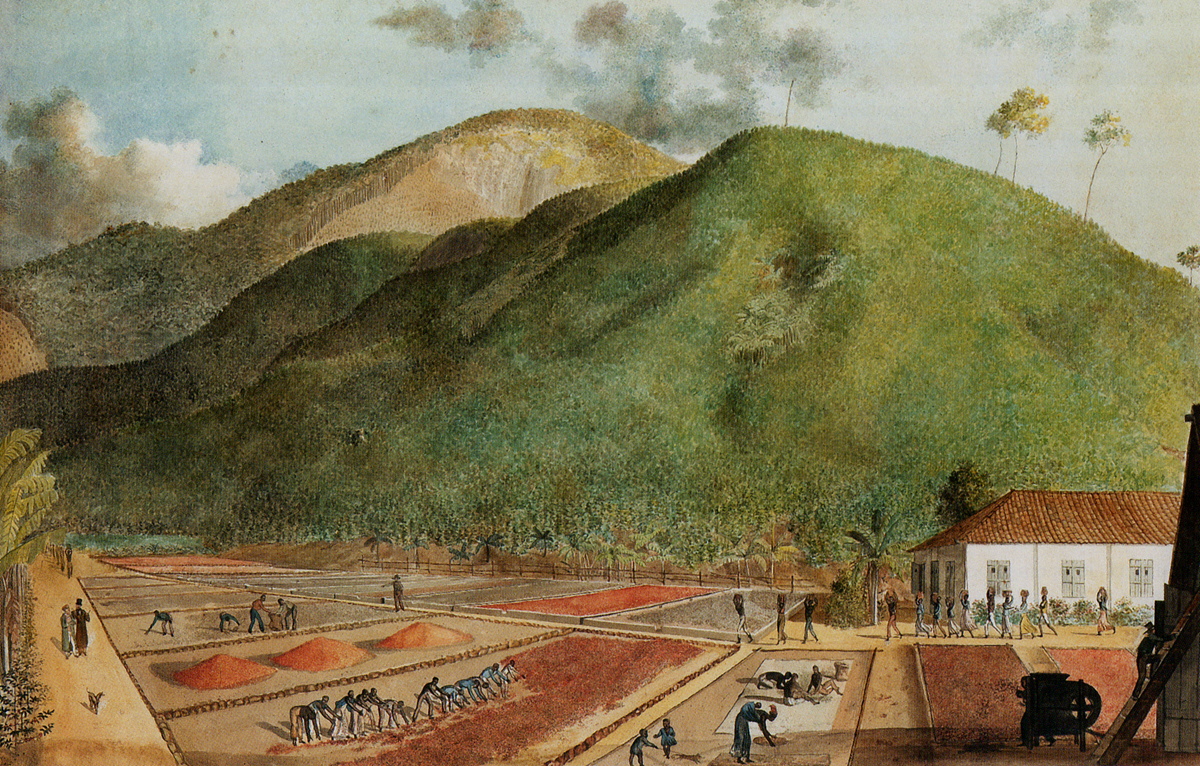
Aquarelle de Jean-Joseph Patu de Rosemont représentant des esclaves travaillant danq une plantation de café à l'île Bourbon.

Le 1er septembre 1800, son fils Aristide Désiré Marie Joseph Patu de Rosemont nait à Saint-Benoît.
Lorsque les Britanniques tentent de s'emparer de l'île en 1809, il participe à la défense, tout comme son fils Amédée et leur ami Nicole Robinet de La Serve. Il est fait prisonnier au cours de l'attaque de Saint-Paul en septembre. Captif sur un navire ennemi, puis libéré, il s'installe en France en 1817 une fois la paix revenue.